# Банияс (бассейн Иордана)
Бания́с (араб. بانياس‎), или Хермо́н (ивр. נחל חרמון‎) — река в Израиле.
Берёт начало слиянием двух рек у древнего города Баниаса, протекает через Голанские высоты и сливается с рекой Лиддани, далее водоток принимает справа ручей Каруни, и, сливаясь с Эль-Хасбани, образует Иордан.
Название «Банияс» происходит от арабизированной формы имени греческого бога Пана. По местным легендам, Пан жил в пещере, из которой вытекает река. У источника же были расположены храмы, посвящённые богу и его козам, и стоял город Банияс, известный в римские времена как Кесария Филиппова.
Площадь водосборного бассейна реки — около 150 км². Среднегодовой сток — 0,125 км³/год (3,964 м³/с).
На реке много порогов и водопадов, высота самого большого — 10 м.